# 김옥금
김옥금(1960년 3월 9일~)은 대한민국의 휠체어 양궁 선수이다. 2016년 하계 패럴림픽에 참가해 혼성 단체 W1 종목에서 은메달을 획득했다. 2020년과 2024년에도 참가했는데 대한민국 대표팀 선수중 가장 나이가 많았다. 

## 생애
1960년에 태어난 김옥금은 평범한 가정주부였다. 30대 때부터 걷기가 힘들고 몸에 힘이 안들어가 병원에 가 근육위축증 진단을 받았다. 본인의 걸음걸이나 행동에 대한 사람들의 시선이 두려워 장애 진단 후 한동안 집밖을 나서지 못했다. 운동을 통해 우울증을 극복해보자는 주변인들의 추천으로 2013년 53세의 나이에 양궁에 입문했다. 입문 후 1년만인 2014년 대한민국 장애인 양궁 국가대표팀에 발탁되었다.
인천광역시에서 열린 2014년 장애인 아시안 게임에 참가했다. 혼성 컴파운드 WI 개인전 동메달전에서 일본의 요시츠구를 상대해 118-111로 이기며 동메달을 획득했다. 이때 금메달과 은메달은 각각 구동섭과 장대성이 획득하며 대한민국은 포디움 스윕을 달성했다.
2016년에 패럴림픽 무대에 처음으로 출전했다. 구동섭과 같이 출전한 WI 혼성 단체 결승전에서 영궁의 존ㆍ프리즈 조에게 129-139로 패하며 은메달을 획득했다. 짧은 선수생활 이었지만 은메달을 획득해 평생 잊지 못할 것 같다고 했다.
2018년에도 장애인 아시안 게임에 참가했다. 양궁 WI 혼성 단체에서 은메달을 획득했다. 1년 뒤 열린 세계 선수권 대회에서는 개인전에서 은메달을 획득하며 2번 연속으로 패럴림픽 진출을 확정했다. 1년 연기되어 열린 2020년 하계 패럴림픽에서는 여자 WI 8강전에서 미국의 리아 코리엘과에게 125-127로 패하며 메달 획득에는 실패했다. 이때 당시 61세로 대한민국 대표팀중 최고령이었다. 2023년 선수권대회에서 박홍조와 함께 혼성WI전 동메달을 획득하며 2024년 하계 패럴림픽 진출권을 획득했다.2022년 장애인 아시안 게임에도 참가했고 박홍조와 함께 출전한 혼성 W1전에서 중국을 상대로 144-141로 승리, 금메달을 획득했다. 이는 개인 최초의 금메달이다. 개인전에서는 은메달을 획득했다.
2024년 하계 패럴림픽에 참가하며 역대 3번째 패럴림픽 무대에 서게 되었다. 또한 저번 대회와 같이 대한민국 대표팀중 최고령자로 이름을 올렸다. 나이가 있어 이번 대회를 마지막 대회라고 생각한다고 대한장애인체육회와의 인터뷰에서 밝혔다.